# Сиачен
Сиаче́н (Сиячен; хинди सियाचीन) — самый большой ледник в горной системе Каракорум, его длина 76 км, а площадь 750 км². 2/3 территории ледника контролируются Индией.
Из ледника берёт начало река Нубра. Ледник дендритовидный с многочисленными притоками.
Сиачен был открыт в 1848 году, и вплоть до 1909 года наступал; повторное наступление было зафиксировано в 1950-е годы.